# Koolan Island
Koolan Island is een plaats en eiland in West-Australië. Het is het grootste eiland in de Buccaneer Archipelago. Er wordt ijzererts gedolven.

## Geschiedenis
Kaapvaarder William Dampier bezocht de Buccaneer Archipelo waar het eiland deel van uitmaakt in 1688. Phillip Parker King noemde de archipel, toen hij er op 20 augustus 1821 de kustwateren verkende, de Buccaneer Archipelago, naar het schip van Dampier.
In de archipel opererende parelvissers gebruikten in de jaren 1870-80 zware stenen met een hoog ijzergehalte, van onder meer het eiland Koolan, als ballast. In 1907 werden op het eiland de eerste leases opgenomen om er ijzererts te delven. Pas vanaf de jaren 1930 kon de mijnindustrie positieve resultaten voorleggen. De Tweede Wereldoorlog legde echter alle mijnactiviteiten op het eiland stil. Na de oorlog kreeg een bedrijf dat later in BHP zou opgaan de Koolan-lease in handen.
Het plaatsje Koolan werd in 1962 officieel gesticht, ter ondersteuning van de mijnindustrie die zich op het eiland Koolan aan het ontwikkelen was. De naam is Aborigines van oorsprong, werd in 1908 voor het eerst opgetekend en betekent "vader eiland". Het wordt zo genoemd omdat Koolan het grootste eiland van de archipel is.
Van 1965 tot 1993 produceerde BHP er 68 ton hematiet-ijzererts met een gemiddeld ijzergehalte van 67 %. Op haar hoogtepunt telde Koolan Island bijna duizend inwoners en had het een politiekantoor, winkels en een school. Een startbaan deed dienst als golfterrein en was daardoor een tijd de langste golfbaan in de wereld.
'Aztec Resources' verkreeg in 2000 de lease over het BHP-project. Het onderhandelde met de Dambima-Ngardi Aborigines die een native title-claim op het eiland hebben over het heropstarten van de mijnactiviteiten. Er werd overeengekomen dat 30% van de werknemers van afkomst Aborigines dienden te zijn. 'Mount Gibson Iron' nam 'Aztec Resources' over waardoor het de Koolan-mijnactiviteiten in handen kreeg.
In juni 2006 begon 'Mount Gibson Iron' met de bouw van een zeedijk om de belangrijkste dagbouwmijn te beschermen. Een jaar later begon het bedrijf met het delven van ijzererts. Tegen 2011 was de zeedijk afgewerkt maar in 2014 begaf de dijk het en de belangrijkste mijn overstroomde. In 2017 begon 'Mount Gibson Iron' met de heropbouw van de zeedijk. In april 2019 werd de productie van het hoogwaardig ijzererts terug opgestart.

## Geografie
Koolan Island is 13 kilometer lang, 4 kilometer breed en 2.580 hectare groot. Het ligt ongeveer 130 kilometer ten noorden van Derby, in de Buccaneer Archipelo, ten oosten van Cockatoo Island. Het eiland maakt deel uit van het lokale bestuursgebied (LGA) Shire of Derby-West Kimberley en kent een tropisch savanneklimaat, AW volgens de klimaatclassificatie van Köppen. Het ligt op de westelijke grens van het 'Fitzgerald Botanical District' in de 'Northern Province' (Beard 1979).

## Transport
Er ligt een startbaan op het eiland: Koolan Airport (ICAO: YKLI).
Het eiland heeft een kleine haven: de Port of Koolan (UN/LOCODE: AUKOI).

## Fauna en flora
Koolan Island is wat de biota betreft een van de beste bestudeerde eilanden voor de kust van de regio Kimberley. Doorheen de jaren werden er 3 aardworm-, 8 landslak-, 2 schorpioen-, 1 duizendpoot-, 9 spinnen-, 2 mier-, 34 vlinder-, 1 amfibieën-, 35 reptiel-, 116 vogel- en 18 zoogdiersoorten waargenomen.
Tijdens een onderzoek in 1993 werden 282 plantensoorten waargenomen.